# Swish Swish
Singles de Katy Perry
Bon Appétit
(2017) Feels
(2017)
Singles par Nicki Minaj
Kissing Strangers
(2017) Rake It Up
(2017)
Pistes de Witness
Roulette
(3) Déjà Vu
(5)
Swish Swish est une chanson de l’auteur-compositrice-interprète américaine Katy Perry, avec la participation de la rappeuse trinidadienne Nicki Minaj. Elle sort le 19 mai 2017 au format numérique, en tant que troisième single issu du quatrième album studio de Katy Perry, intitulé Witness (2017). Swish Swish est écrit par Katy Perry, Duke Dumont, Sarah Hudson, ainsi que par Starrah et est produit par Dumont, Noah Passovoy et PJ Sledge. Musicalement, cette chanson est inspirée par la house ou la dance et utilise un échantillon du morceau Star 69 de Fatboy Slim, qui lui-même exploite un extrait du titre I Get Deep de Roland Clark. Katy Perry décrit Swish Swish comme étant un « véritable hymne que les gens peuvent adresser à toutes ces personnes qui essaient de les rabaisser ou de les intimider ».

## Célébritésparticipant au clip[1]
- Katy Perry : La capitaine des Tigers
- Nicki Minaj : Elle-même
- Molly Shannon : La coach des Tigers
- Terry Crews : Le coach des Sheep
- Thor Björnsson (acteur de la série Game of Thrones)[2] : Le capitaine des Sheep
- Jenna Ushkowitz : Une joueuse des Tigers
- Gaten Matarazzo (acteur de la série Stranger Things) : un joueur des Tigers
- Christine Sydelko (YouTubeuse) : une joueuse des Tigers
- Dexter Mayfield (Instagrameuse) : un joueur des Tigers
- Russell Horning (Backpack Kid) en : un joueur des Tigers (a inspiré une des danses du jeu Fortnite[3])
- Doug the Pug (en) (chien) : un joueur des Tigers
- Iris Kyle : une joueuse des Sheep
- Rob Gronkowski : Un supporter
- Karl-Anthony Towns : un joueur des Sheep
- Bill Walton : Un commentateur
- Rich Eisen : Un commentateur
- Joey Chestnut : un mangeur de hot-dog
- Sydelle Noel : Une pom-pom girl
- Britney Young : une pom-pom girl
- Kia Stevens : une pom-pom girl
- Jackie Tohn : une pom-pom girl
- Carter Wilkerson (Twitter #NuggsForCarter) : un mangeur de nuggets
- Amanda LaCount : Supportrice
- Nugget, le chien de Katy Perry : Le chien du mangeur de hot dog

D'autre part, un bref segment du titre Shooting Stars des Bag Raiders figure dans le clip, en référence au mème Internet populaire en 2017.